# Sharks de San José
Pour les articles homonymes, voir Sharks (homonymie).
Les Sharks de San José sont une franchise professionnelle de hockey sur glace d'Amérique du Nord. L'équipe évolue dans la Ligue nationale de hockey (également désignée par le sigle LNH) depuis la saison 1991-1992, et est alignée dans la division Pacifique, dans l'association de l'Ouest. Basée à San José, ville située à l'extrémité sud de la baie de San Francisco, il s'agit de la troisième équipe de la LNH localisée dans la Californie à intégrer cette ligue après les Kings de Los Angeles et les Golden Seals de la Californie qui ont toutes les deux commencé en 1967, les Golden Seals ayant disparu en 1976.
Ils jouent leurs rencontres à domicile dans la salle du SAP Center at San Jose, d'une capacité de 17 562 places. Auparavant, l'équipe a joué les deux premières saisons au Cow Palace. Après des débuts difficiles, les Sharks parviennent à se qualifier pour la première fois pour les séries éliminatoires en 1993-1994.

## Historique

### Création de la franchise

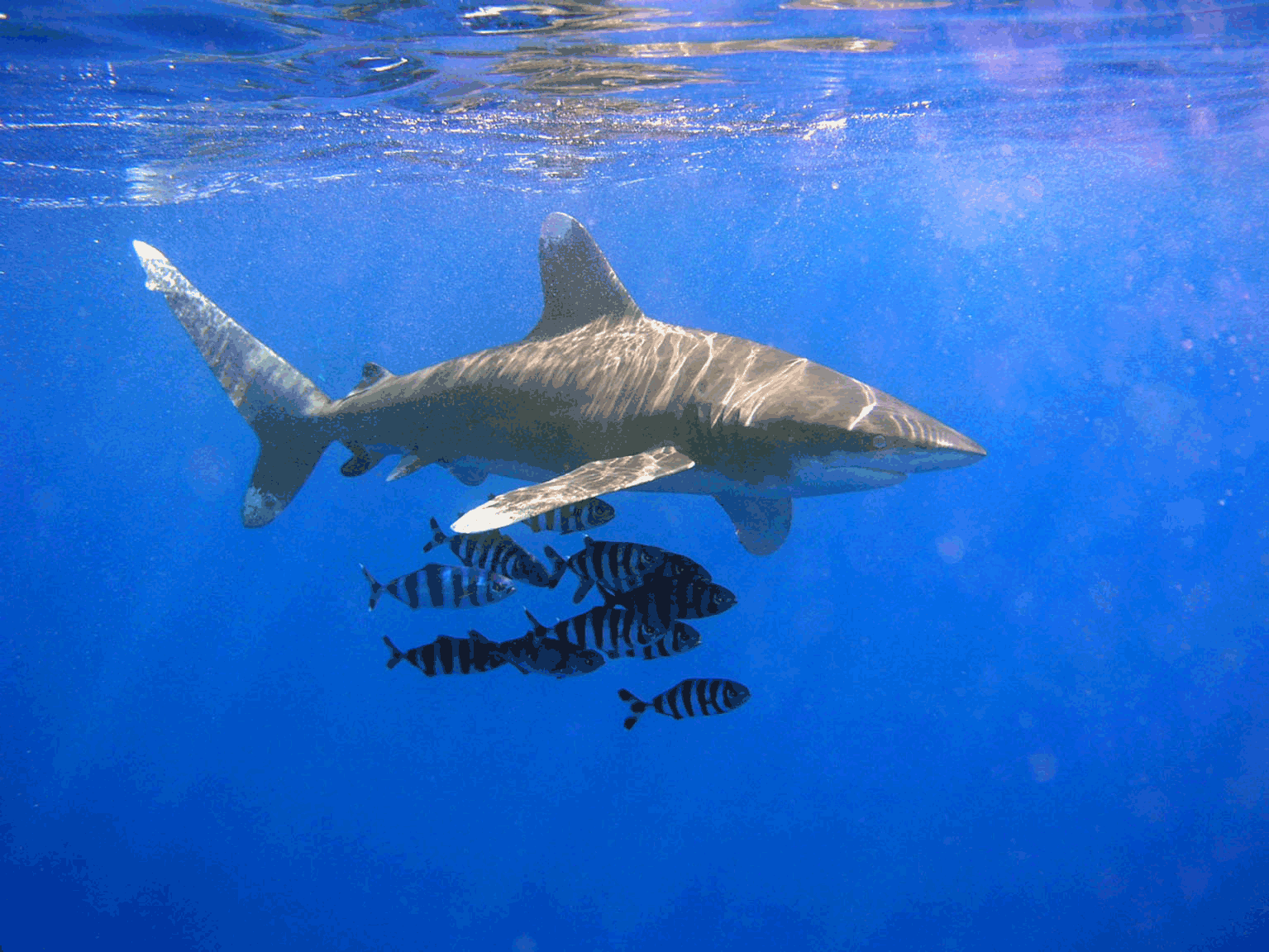
En 1990, une nouvelle franchise fait ses débuts dans la LNH. Basée dans la baie de San Francisco, elle porte le nom de Sharks, requins en français.

À la suite de l'arrêt des Golden Seals de la Californie après la saison 1975-1976, la franchise déménage en Ohio pour devenir les Barons de Cleveland ; ces derniers ne jouent que deux saisons en raison de difficultés financières. Le 14 juin 1978, la LNH décide de fusionner deux de ses franchises qui ne parviennent pas à avoir des résultats financiers satisfaisants. Ainsi, les North Stars du Minnesota, derniers du classement général, et les Barons se regroupent sous l'appellation des « North Stars » mais avec la direction des Barons : les frères Gund en tant que propriétaire et Harry Howell, directeur-général des Barons, en tant que nouvel entraîneur. À la fin des années 1980, les Gund ont toujours des parts dans l'équipe des North Stars mais veulent déménager l'équipe dans la baie de San Francisco. La LNH refuse le transfert mais accepte en contrepartie que les Gund vendent leur part dans les North Stars pour pouvoir créer une nouvelle équipe dans la baie de San Francisco.
Pendant ce temps, un groupe mené par l'ancien propriétaire des Whalers de Hartford, Howard Baldwin, pousse la LNH à mettre en place une équipe à San José, où un nouvel aréna vient d'être construit. Finalement, la ligue passe un compromis : les Gund vendent leurs parts des North Stars au groupe de Baldwin et en contrepartie, ils reçoivent une équipe d'expansion dans la baie de San Francisco qui commencera à jouer à partir de la saison 1991-1992. Ils sont également autorisés à prendre un certain nombre de joueurs des North Stars dans la nouvelle équipe. En retour, les North Stars participent au repêchage d'expansion avec la nouvelle équipe.
Le 5 mai 1990, les Gund vendent officiellement leurs parts des North Stars à Baldwin et reçoivent la nouvelle équipe de la baie de San Francisco, basée à San José. Plus de 5 000 noms sont proposés par courrier électronique comme nouvelle appellation de la franchise. Le nom qui à la préférence est celui Blades — lames en français —, mais les Gund ne sont pas d'accord pour que le nom de l'équipe fasse référence à des armes et décident de poser leur veto sur le premier choix ; le deuxième nom de la liste est Sharks — requins en français. Le nom est inspiré du grand nombre de requins vivant dans l'océan Pacifique : sept races différentes y sont recensées et une zone d'eau près de la baie de San Francisco est connue comme le « triangle rouge » en raison de sa population de requins. L'aréna des Sharks n'est pas encore disponible, et pour deux ans, ils évoluent à domicile dans le Cow Palace, une salle construite en 1941 et contenant une petite patinoire avec environ 11 000 places. L'aréna des Sharks se situe à Daly City, ville voisine de San Francisco.
George Kingston est nommé entraîneur-chef et Jack Ferreira directeur général des Sharks. Le 20 juin 1991, le repêchage d'entrée dans la LNH a lieu et après que les Nordiques de Québec ont choisi Eric Lindros, les Sharks choisissent au deuxième rang Pat Falloon. Les Sharks participent au repêchage d'expansion qui se déroule le 30 mai ; il s'agit en fait d'un repêchage de dispersion avec les North Stars. Le repêchage est divisé en deux phases : au cours de la première, les deux équipes disposent chacune de dix choix pour sélectionner un joueur laissé sans protection au sein de chacune des équipes de la LNH. Puis, au cours de la seconde phase, les Sharks et les North Stars se partagent les joueurs appartenant aux North Stars laissés sans protection en choisissant tour à tour, jusqu'à ce que les Sharks comptent vingt-quatre joueurs. Dans la première phase, le premier choix des Sharks se porte sur le gardien de but Jeff Hackett des Islanders de New York puis dans la seconde sur Shane Churla. Ce dernier ne joue pas un match avec les Sharks puisqu'il est renvoyé quelques jours plus tard aux North Stars en retour de Kelly Kisio.

### Les premières saisons

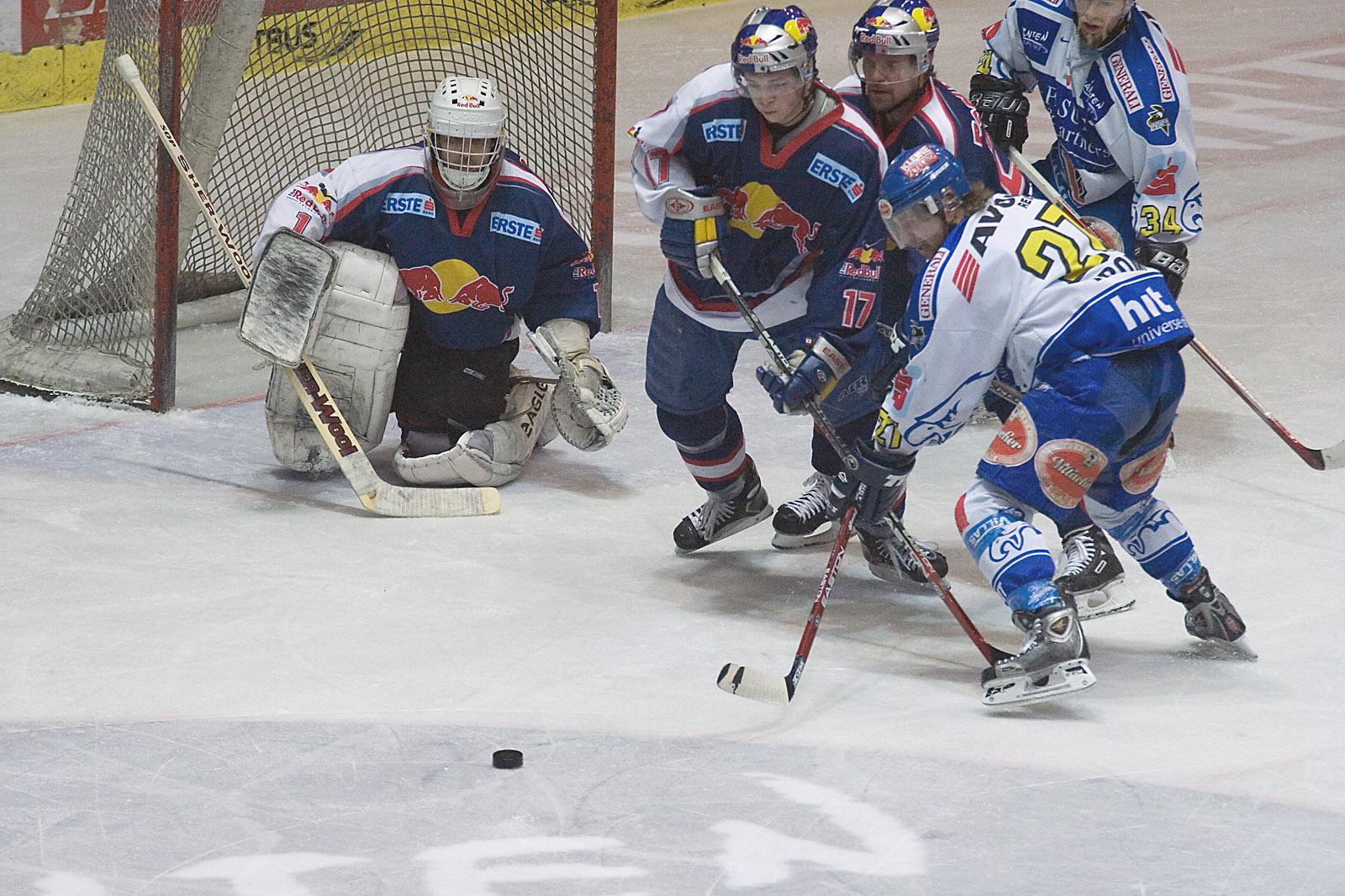
Artūrs Irbe (ici en photographie sous les couleurs du EC Red Bull Salzbourg) a été le gardien de but des Sharks entre 1991 et 1996.

L'équipe fait ses débuts le 4 octobre 1991 sur la glace des Canucks de Vancouver, dans le Pacific Coliseum ; Craig Coxe inscrit le premier but de l'histoire des Sharks malgré une défaite sur le score de 4-3. Le lendemain, l'équipe fait ses débuts à domicile, dans le Cow Palace, et les Sharks perdent une nouvelle fois contre les Canucks sur le score de 5-2. Le 8 octobre, l'équipe compte sa première victoire contre les Flames de Calgary à San José sur une victoire de 4-3, Kelly Kisio marquant le but vainqueur. Le 30 novembre à Calgary, les Sharks gagnent pour la première fois sur la glace d'une patinoire adverse contre les Flames sur la marque de 2-1. Le 18 janvier, le capitaine des Sharks, Doug Wilson, est sélectionné pour représenter les Sharks lors du 43e Match des étoiles de la LNH.
À la fin de la saison, les Sharks terminent derniers de la division Smythe, de l'association Campbell et ne sont donc pas qualifiés pour les séries éliminatoires de la Coupe Stanley ; si une équipe veut participer aux séries éliminatoires, elle doit se classer au pire à la huitième place de son association. Les Sharks terminent à la onzième et dernière place avec une fiche négative de 17 victoires pour 58 défaites et cinq matchs nuls. Pat Falloon termine meilleur pointer de l'équipe avec cinquante-neuf réalisations alors que Mario Lemieux des Penguins de Pittsburgh termine avec cent-trente-et-un points. La direction de l'équipe décide de congédier Ferreira et de le remplacer par Chuck Grillo.
La saison suivante, le 17 novembre 1992, le gardien de but de l'équipe, Artūrs Irbe, réalise le premier blanchissage de l'histoire des Sharks par une victoire de 6-0 sur les Kings de Los Angeles avec trente-neuf arrêt du gardien letton. Le 3 décembre 1993, lors d'un match contre les Whalers de Hartford à San José, l'ailier droit Rob Gaudreau réalise le premier coup du chapeau de l'histoire des Sharks en inscrivant trois des six buts. Neuf jours plus tard contre les Nordiques de Québec, Gaudreau inscrit une nouvelle fois trois buts ; il est nommé la recrue du mois de décembre de la LNH.
Alors que Kisio termine meilleur pointeur des Sharks avec soixante-dix-huit points, les Sharks connaissent encore une très mauvaise saison : onze victoires pour soixante-et-onze défaites et deux matchs nuls, détenant le record de la LNH du plus grand nombre de défaites en une saison. Au cours de la saison, l'équipe connaît une série de dix-sept défaites consécutives et vingt matchs sans victoires – dix-neuf défaites et un match nul. Avec seulement vingt-quatre points, ils sont à égalité avec les Sénateurs d'Ottawa, derniers de la ligue avec une victoire de moins.

### Les premières qualifications aux séries puis les difficultés

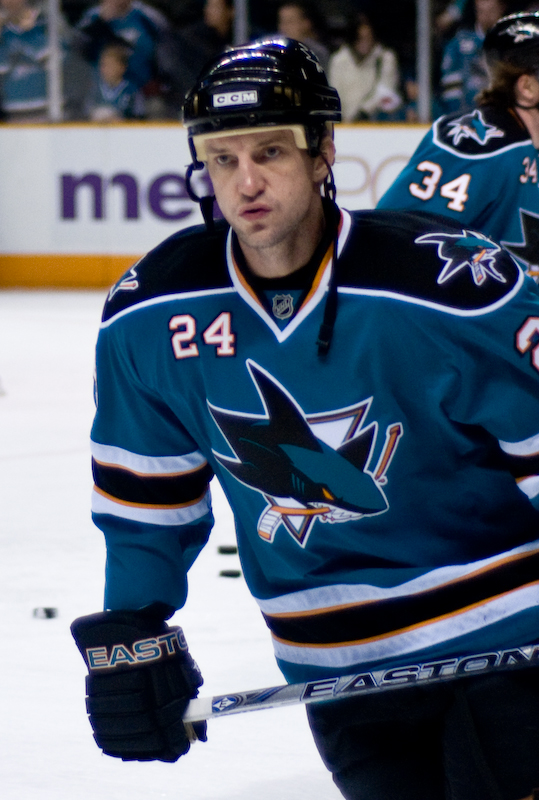
Sandis Ozoliņš, défenseur important des Sharks entre 1992 et 1995.

Pour la saison 1993-1994, la direction des Sharks décide de se séparer de George Kingston ; Kevin Constantine est nommé nouvel entraîneur de l'équipe alors que Bob Errey est nommé capitaine à la suite de la retraite de Doug Wilson. Alors que les Sharks commencent difficilement la saison, ils se reprennent et réussissent à se qualifier pour les séries éliminatoires de la Coupe Stanley pour la première fois de leur existence. Ils totalisent trente-trois victoires pour trente-cinq défaites et seize matchs nuls, ce qui les classe à la troisième place dans la division Pacifique ; il s'agit également de la huitième et dernière place qualificative de l'association de l'Ouest.
Avec quatre-vingt-deux points, l'équipe connaît une très grosse amélioration de cinquante-huit points comparé à la saison passée ; il s'agit de la plus grosse augmentation du nombre de points pour une équipe entre deux saisons consécutives dans l'histoire de la LNH battant le record de 52 points d'amélioration par les Nordiques de Québec en 1992-1993. Artūrs Irbe détient le record de la LNH du plus grand nombre de minutes jouées en une saison avec 4 412 minutes, minutes totalisées au cours de soixante-quatorze parties.
Lors des séries éliminatoires, les Sharks rencontrent les Red Wings de Détroit, équipe classée au premier rang de l'association et donc une des équipes favorites pour remporter la Coupe Stanley. À la surprise générale, les Sharks éliminent les Red Wings en sept rencontres grâce au but vainqueur de Jamie Baker. Les Sharks s'inclinent par la suite en sept matchs face aux Maple Leafs de Toronto, ceci malgré une avance de 3 victoires à 2. Lors du sixième match, le défenseur des Sharks Sandis Ozoliņš a manqué une chance d'éliminer les Maple Leafs en prolongation lors du sixième match ; Mike Gartner des Maple Leafs inscrit finalement le but en prolongation pour forcer un septième match,. Kevin Constantine, l'entraîneur des Sharks, est nommé au trophée Jack-Adams remis au meilleur entraîneur mais perd contre Jacques Lemaire des Devils du New Jersey.
La saison 1994-1995 est écourtée en raison d'une lock-out de 103 jours qui prend fin le 11 janvier 1995 ; la saison débute finalement neuf jours plus tard. Les équipes de la ligue vont jouer 48 matchs chacune et l'équipe de San José se retrouve qualifiée pour les séries éliminatoires pour une deuxième saison de suite. Les Sharks éliminent les Flames de Calgary en sept rencontres alors que ces derniers ont marqué 35 buts au total dans la série. Ensuite, les Sharks se font facilement balayés en quatre matchs secs par les Red Wings.
En 1995-1996, Sandis Ozoliņš, un des meilleurs défenseurs de l'équipe, est échangé à l'Avalanche du Colorado, futurs vainqueurs de la Coupe Stanley, en retour de Owen Nolan le 26 octobre. Après vingt-cinq parties, les Sharks ne comptent que trois victoires pour dix-huit défaites et quatre matchs nuls. La direction décide alors de congédier Constantine qui est remplacé par Jim Wiley, nommé entraîneur par intérim pour le reste de la saison. Les Sharks ne parviennent pas à se qualifier pour les séries éliminatoires et terminent la saison avec une fiche négative de vingt victoires pour cinquante-cinq défaites et sept matchs nuls. Les Sharks ratent encore une fois les séries la saison suivante.

### Les années Darryl Sutter

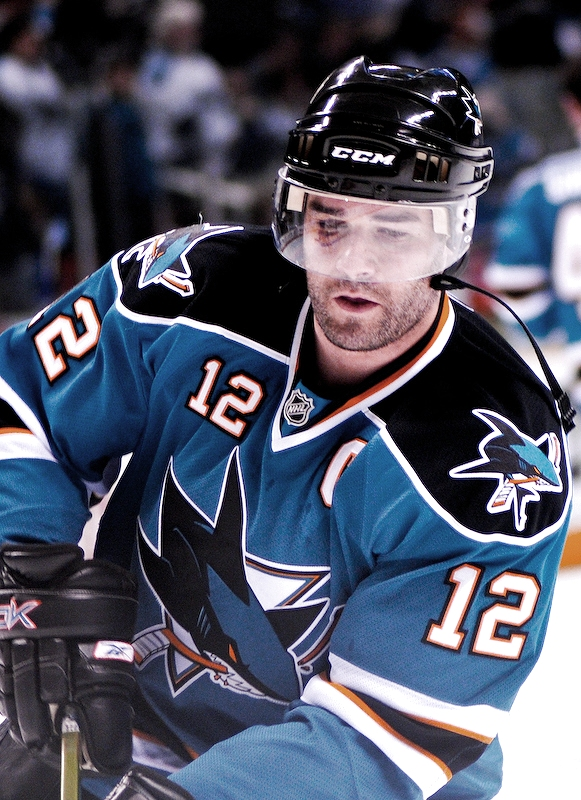
Patrick Marleau rejoint San José en tant que premier choix des Sharks au repêchage de 1997.

Avant de démarrer la saison 1997-1998, les Sharks nomment Darryl Sutter en tant que nouvel entraîneur-chef puis le 21 juin au repêchage d'entrée de la LNH, ils choisissent au deuxième rang le joueur de centre Patrick Marleau. L'équipe acquiert le gardien de but des Red Wings de Détroit Mike Vernon qui a mené les Wings à la Coupe Stanley l'année dernière et se qualifie finalement pour les séries. Ils perdent au premier tour contre les Stars de Dallas en six rencontres.
Les Sharks surprennent le monde de la LNH lors des séries de 2000 en éliminant au bout de sept rencontres les Blues de Saint-Louis alors que les Blues sont les champions de la LNH lors de la saison régulière et vainqueurs du Trophée des présidents. C'est la deuxième fois, dans la LNH, qu'une équipe qui remporte le trophée est éliminée au premier tour. Malgré cette victoire, les Sharks s'inclinent une nouvelle fois face aux Stars de Dallas. Brad Stuart, joueur repêché par les Sharks au troisième rang du repêchage de 1998, est le meilleur pointeur en tant que défenseur au niveau des recrues avec trente-six points. Il est nommé pour remporter le trophée Calder remis à la meilleure recrue de la saison mais ce dernier revient à Scott Gomez des Devils du New Jersey.
En 2001, le gardien de but kazakh de l'équipe, Ievgueni Nabokov, remporte ce même trophée après avoir terminé la saison régulière avec soixante-six parties jouées, trente-deux victoires, vingt-et-une défaites et sept matchs nuls. Les Sharks se placent à la cinquième place de l'association avec quarante victoires et vingt-sept défaites, douze matchs nuls et trois défaites en prolongation. Lors des séries éliminatoires, les Sharks sont éliminés en six rencontres par Saint-Louis.
La saison suivante, le 10 mars contre les Canucks de Vancouver, Nabokov réussit à inscrire un but dans un filet désert pour devenir le septième gardien de but de l'histoire de la LNH à être crédité d'un but et en plus d'être le premier gardien ayant marqué en supériorité numérique. Les Sharks remportent pour la première fois de leur existence le titre de la division Pacifique avec quarante-quatre victoires pour vingt-sept défaites, huit matchs nuls et trois défaites en prolongation soit quatre-vingt-dix-neuf points. Lors des séries, les Sharks éliminent les Coyotes de Phoenix en cinq rencontres, mais l'Avalanche bat les Sharks en sept rencontres au deuxième tour.
Lors de la saison 2002-2003, après vingt-quatre rencontres, les Sharks congédient Sutter avec neuf victoires pour douze défaites, deux matchs nuls et une défaite en prolongation. Sutter est remplacé par Cap Raeder qui ne reste derrière le banc de l'équipe que pour une seule rencontre, une victoire. Ron Wilson prend sa suite et ne parvient pas à qualifier les Sharks pour séries ; à la fin de la saison, l'équipe compte vingt-huit victoires, trente-sept défaites, neuf matchs nuls et huit défaites en prolongation. Avec la quatorzième place de l'association, seuls les Blue Jackets de Columbus, quinzièmes de l'association, ont un pire bilan que la franchise de San José à l'issue de la saison régulière et ils sont donc logiquement éliminés des séries éliminatoires.

### Changement de directeur général

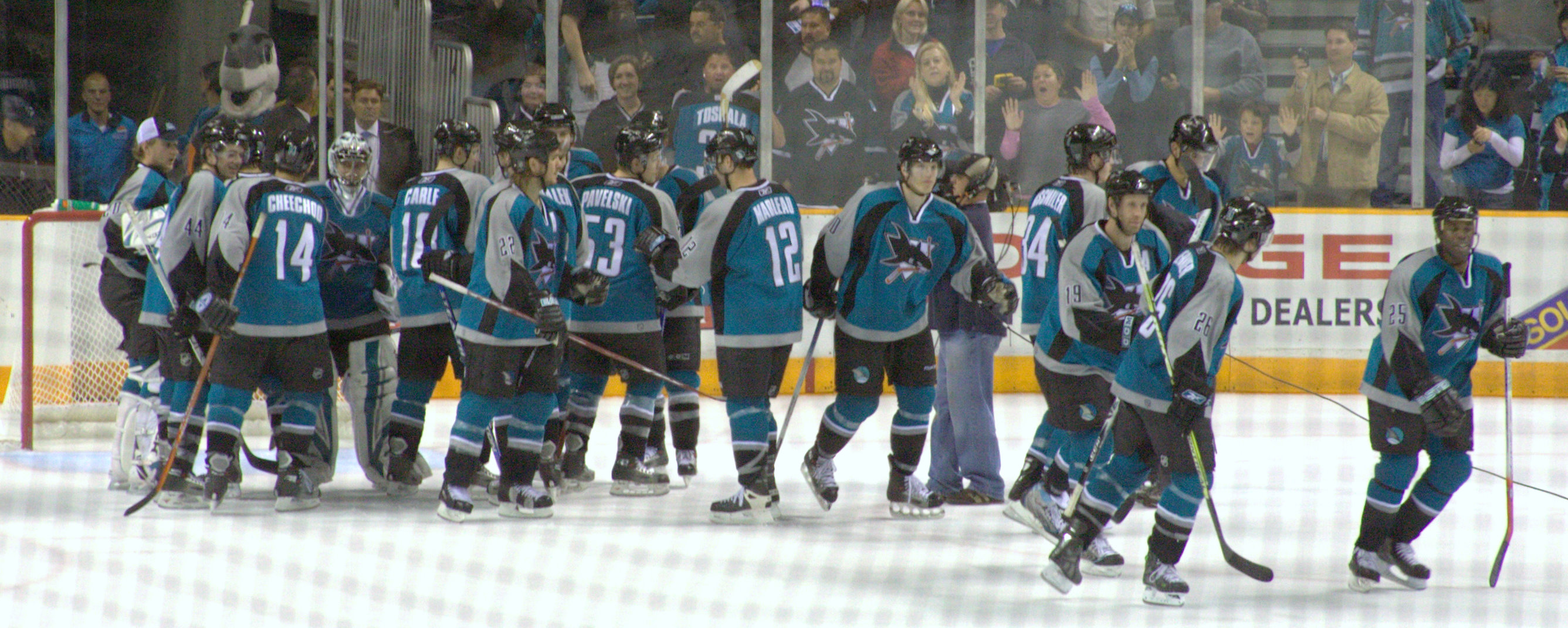
Les Sharks fêtent la victoire lors d'un match contre les Coyotes de Phoenix en décembre 2006.

Après une saison difficile, l'ancien capitaine des Sharks, Doug Wilson, devient le nouveau directeur général au début de la saison 2003-2004. Il est décidé de mettre en place une rotation pour les capitaines : Mike Ricci pour les dix premiers matchs, Vincent Damphousse pour les vingt suivant, Alyn McCauley par la suite et enfin Patrick Marleau pour le reste de la saison, c'est-à-dire les quarante-deux derniers matchs. Alors que les Sharks connaissent des améliorations, ils se qualifient pour les séries éliminatoires avec quarante-trois victoires pour vingt-et-une défaites, douze matchs nuls et six défaites en prolongation.
Avec quarante-trois victoires et cent-quatre points, ils obtiennent la première place de leur division et la deuxième de l'association. Marleau est le meilleur pointeur de l'équipe avec cinquante-sept points. Lors des séries éliminatoires, les Sharks éliminent les Blues de Saint-Louis en cinq rencontres, l'Avalanche du Colorado en six rencontres, mais ils s'inclinent en finale de conférence au bout de six rencontres contre les Flames de Calgary.
La saison 2004-2005 de la LNH est annulée en raison d'un lock-out et les franchises de la LNH ne reviennent au jeu que pour la saison 2005-2006. Les Sharks échangent Brad Stuart, Wayne Primeau et Marco Sturm aux Bruins de Boston contre Joe Thornton. Avec une fiche de quarante-quatre victoires, vingt-sept défaites et onze défaites en prolongation, les Sharks sont classés cinquièmes dans leur association et qualifiés pour les séries.
Lors de ces séries, les Sharks éliminent les Predators de Nashville en cinq matchs mais se font éliminer par les Oilers d'Edmonton en six parties. Deux joueurs de l'équipe sont mis en avant par des trophées de la ligue. Thornton reçoit le trophée Hart du meilleur joueur de la saison régulière et le trophée Art-Ross du meilleur pointeur de la saison régulière avec cent-vingt-cinq points pour devenir le premier joueur à remporter un trophée de la LNH après avoir joué avec deux équipes différentes en une saison. Jonathan Cheechoo remporte le trophée Maurice-Richard remis au meilleur buteur de la saison régulière avec cinquante-six buts pour devenir le premier joueur des Sharks à marquer cinquante buts ou plus dans une saison.
La saison suivante, les Sharks réalisent un record pour la franchise avec cinquante-et-une victoires et cent-sept points et ils mènent la ligue pour les victoires à l'extérieur avec vingt-six. Alors que les Sharks se classent au cinquième rang, ils participent une nouvelle fois aux séries éliminatoires. Cheechoo est le meilleur buteur de l'équipe avec trente-sept réalisations et Thornton, qui n'a marqué que vingt-deux buts, est le meneur de la ligue avec quatre-vingt-douze passes, mais ce dernier finit deuxième sur les pointeurs ; le trophée Art-Ross est attribué à Sidney Crosby, la jeune vedette des Penguins de Pittsburgh, qui compte six points de plus que le joueur de San José. Les Sharks éliminent encore les Predators en cinq parties mais sont sortis au deuxième tour par les Red Wings de Détroit.

### Champions de division
Lors de la saison 2007-2008, l'équipe atteint un record d'équipe pour le plus grand nombre de victoires consécutives avec onze de suite du 21 février au 14 mars. Après une défaite en prolongation puis une deuxième quelque temps, l'équipe poursuit cette série de matchs avec au moins un point par rencontre pour un total de dix-huit victoires et deux défaites en prolongations. Avec quarante-neuf victoires pour vingt-trois défaites et dix défaites en prolongation, les Sharks se qualifient pour les séries en se plaçant à la deuxième place de leur conférence. Alors que les Sharks éliminent les Flames de Calgary en sept rencontres en première ronde, ils s'inclinent face aux Stars de Dallas au bout de six parties au deuxième tour. Nabokov est nommé pour recevoir le trophée Vézina, remis au meilleur gardien de but, mais finalement Martin Brodeur des Devils du New Jersey remporte le titre.
Après cette élimination par les Stars, les Sharks congédient leur entraîneur Ron Wilson le 12 mai et il est remplacé par Todd McLellan. Durant l'intersaison, les Sharks font signer le vétéran défenseur Rob Blake, ainsi que les champions de la Coupe Stanley en 2004 avec le Lightning de Tampa Bay, Dan Boyle et Brad Lukowich en retour de Matt Carle, de l'espoir Ty Wishart, d'un choix de première ronde de 2009 et d'un autre de quatrième ronde en 2010.
Lors des trente premiers matchs de la saison, les Sharks réalisent vingt-cinq victoires pour devenir la meilleure équipe de la LNH sur les trente premiers matchs en égalisent les Bruins de Boston en 1929-1930. Les Sharks terminent la saison régulière avec cinquante-trois victoires pour seize défaites et onze défaites en prolongation ; ils remportent pour la première fois de leur histoire le Trophée des présidents en étant classés au premier rang du classement général. Lors des séries, les Sharks rencontrent les Ducks d'Anaheim qui les surprennent en les éliminant en six parties avec deux blanchissages du gardien d'Anaheim, Jonas Hiller. Les Ducks sont la troisième équipe depuis 2000 à éliminer un vainqueur du Trophée des présidents au premier tour — c'est le cas des Sharks en 2000 qui éliminent les Blues de Saint-Louis.
Avant de démarrer la saison 2009-2010, le 12 septembre, les Sharks échangent Milan Michálek, Jonathan Cheechoo et un choix de deuxième ronde en 2010 pour l'attaquant des Sénateurs d'Ottawa, Dany Heatley. Récipiendaire du trophée Calder en 2002, il a connu deux saisons consécutives de cinquante buts et cent points.
Avec soixante-neuf passes et quatre-vingt-neuf points, Joe Thornton est le meilleur passeur et pointeur des Sharks et Marleau est le meilleur buteur avec quarante-quatre filets. Les Sharks finissent la saison avec cinquante-et-une victoires, vingt défaites et onze défaites en prolongation et terminent à la première place de l'association de l'Ouest. Lors des séries éliminatoires de la LNH, après avoir éliminé l'Avalanche du Colorado en six rencontres et les Red Wings de Détroit en cinq parties, l'équipe de San José est balayée en finale de conférence au bout de quatre rencontres face aux Blackhawks de Chicago, futurs champions de la Coupe Stanley.
Lors de l'intersaison 2010, le gardien de longue date, Ievgueni Nabokov, signe avec le SKA Saint-Pétersbourg dans la Ligue continentale de hockey. Pour le remplacer, les Sharks font l'acquisition de deux gardiens de but finlandais : Antero Niittymäki, ancien du Lightning de Tampa Bay et Antti Niemi, champion avec Chicago la saison passée. À la fin de la saison régulière, San José termine à la première place de la division Pacifique et jouent une nouvelle fois les séries. Après avoir éliminé les Kings de Los Angeles, les Sharks rencontrent une nouvelle fois les Red Wings. Alors que l'équipe de San José mène la série 3 matchs à 0, ils se font remontés au cours des trois rencontres suivantes ; ils parviennent à sa qualifier pour la finale de l'association contre les Canucks de Vancouver. Ces derniers éliminent San José 4 matchs à 1.
Lors de la saison 2011-2012, les Sharks se qualifient pour les séries mais ils sont éliminés dès le premier tour par les Blues de Saint-Louis 4 victoires à 1. San José participe aux séries de la saison 2012-2013 écourtée pour cause de lock-out, ils blanchissent les Canucks de Vancouver 4 à 0 lors du premier tour mais sont sortis par les Kings de Los Angeles 4 à 3 au tour suivant. L'équipe se qualifie encore pour les playoffs lors de la saison 2013-2014. Ils affrontent une nouvelle fois les Kings au premier tour et mène 3 victoires à 0 mais se font finalement éliminés après un retour de Los Angeles 3 victoires à 4. Les Sharks ratent ensuite les séries de la saison 2014-2015. L'équipe se sépare alors de son entraîneur-chef Todd McLellan qui est remplacé par Peter DeBoer. Le gardien Antti Niemi quitte lui aussi l'équipe. Martin Jones, Joel Ward et Paul Martin rejoignent les Sharks durant l'intersaison et Joe Pavelski est nommé comme nouveau capitaine.
Lors de la saison 2015-2016, les Sharks finissent 3e de la division pacifique et se qualifient ainsi pour les séries éliminatoires durant lesquelles ils éliminent tour à tour, les Kings de Los Angeles (4-1), les Predators de Nashville (4-3) et les Blues de Saint Louis (4-3) pour se retrouver en finale de la coupe Stanley face aux Penguins de Pittsburgh. San José gagne alors son premier titre de champion de l'association Ouest et participe à sa première finale de la coupe Stanley. L'équipe perd face aux Penguins de Pittsburgh qui remportent le titre 4 victoires à 2.

## Patinoires des Sharks

### Cow Palace, 1991-1993

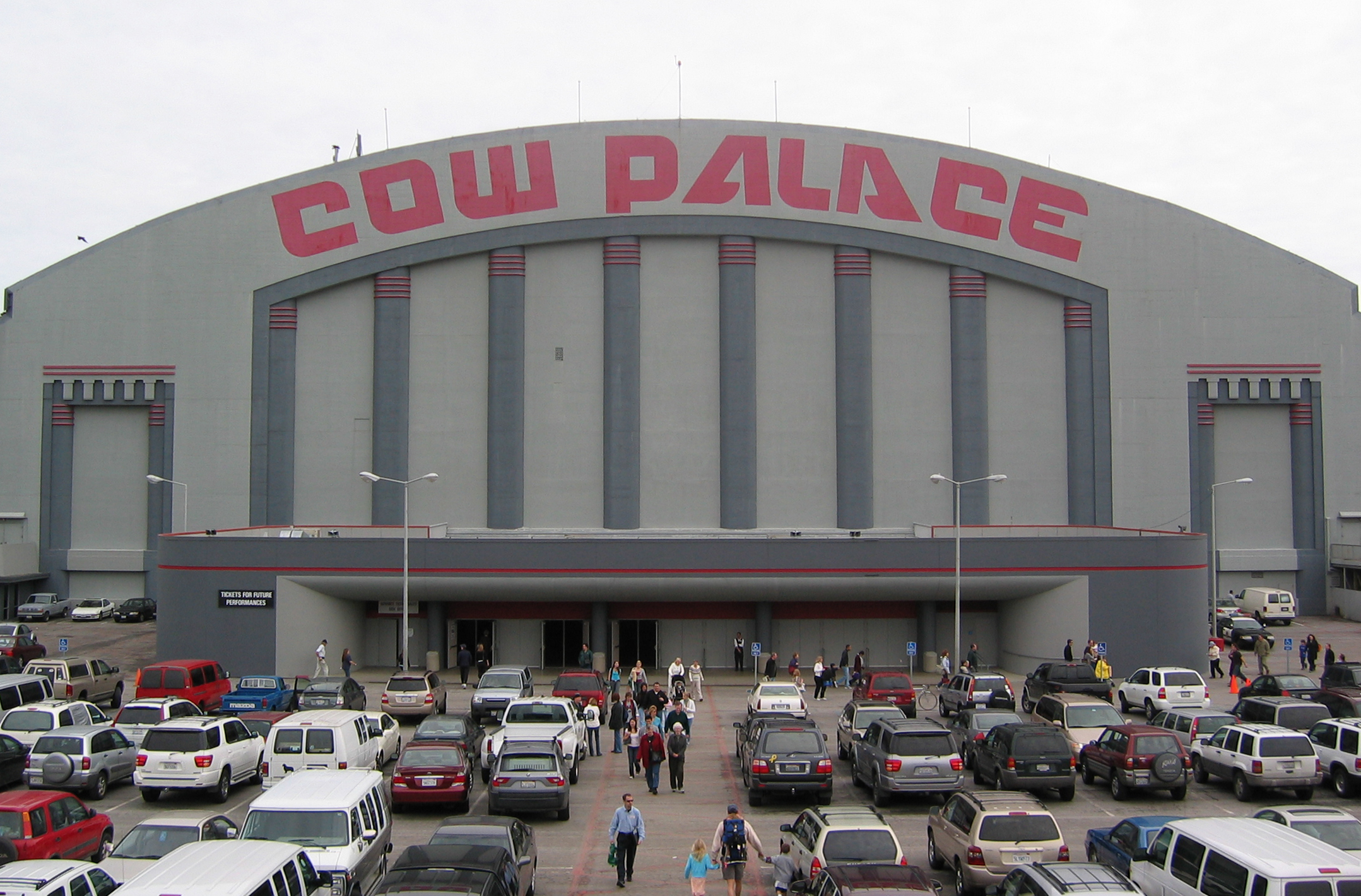
Le Cow Palace.

La première patinoire qu'utilise la nouvelle équipe des Sharks est le Cow Palace, anciennement appelé « California State Livestock Pavilion », et se situe à Daly City, en Californie. Dotée de 11 089 places pour les rencontres de hockey, la salle n'est utilisée que deux saisons par l'équipe de la LNH.
L'aréna ouvre ses portes en avril 1941 et sert par la suite pour le Grand National Rodeo, un des plus grands événements de rodéo aux États-Unis. La patinoire est également utilisée avant les Sharks par les Seals de San Francisco de la Western Hockey League puis après le déménagement de l'équipe des Sharks par les Spiders de San Francisco de la Ligue internationale de hockey.
| Saison    | Affluence totale | Moyenne par match | Taux de remplissage | Salles combles |
| --------- | ---------------- | ----------------- | ------------------- | -------------- |
| 1991-1992 | 435 520          | 10 888            | 100 %               | 40             |
| 1992-1993 | 452 849          | 11 045            | 99,6 %              | 34             |

### SAP Center at San Jose, depuis 1993

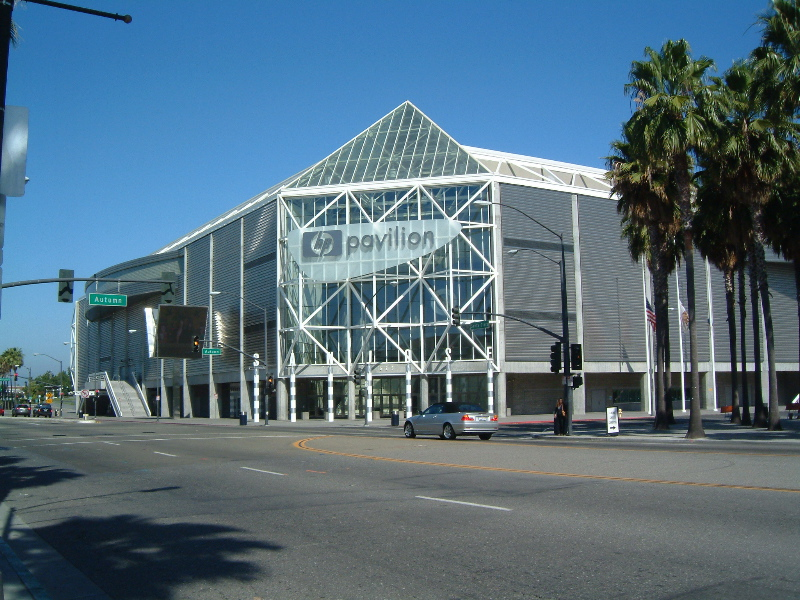
Le SAP Center at San Jose.

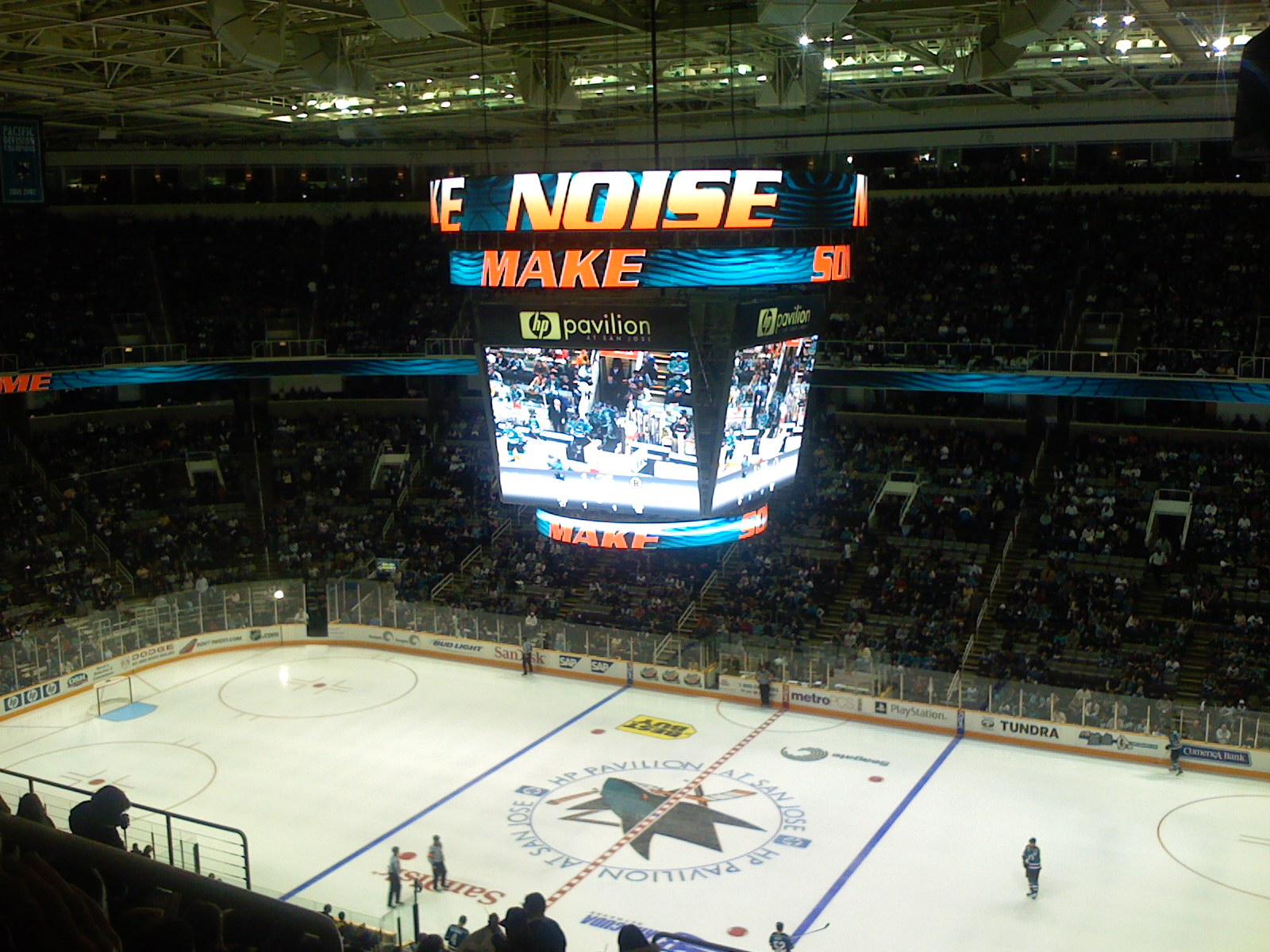
Intérieur de la patinoire.

Les travaux du SAP Center at San Jose débutent en 1991 et l'inauguration a lieu le 7 septembre 1993 pour un coût final de 162,5 millions de dollars. La salle peut accueillir jusqu'à 17 562 places, soit environ 6 500 places de plus que le Cow Palace. Il a fallu 540 jours pour construire la salle.
Le tout premier match joué dans cette patinoire fut un match un match préparatoire contre les Islanders de New York. Le premier match officiel joué dans cette patinoire est un match des Sharks contre les Flames de Calgary ; l'équipe canadienne l'emporte finalement 2-1. La salle s'appelait auparavant San Jose Arena (1993-2001), Compaq Center at San Jose (2001-2002) et HP Pavilion at San Jose (2002-2013).
En 1997, la salle accueille le 47e Match des étoiles de la Ligue nationale de hockey ; le match a eu lieu le 18 janvier 1997 et l'association de l'Est l'emporte 11-7 sur l'Ouest devant 17 422 spectateurs. Owen Nolan et Tony Granato représentent l'équipe des Sharks, Nolan réalise un coup du chapeau pendant ce match. L'arène accueille également le 64e Match des étoiles de la Ligue nationale de hockey le 26 janvier 2019.
| Saison    | Affluence totale   | Moyenne par match  | Taux de remplissage |                |
| --------- | ------------------ | ------------------ | ------------------- | -------------- |
| 1993-1994 | 680 407            | 16 595             | 96,5 %              |                |
| 1994-1995 | 412 560            | 17 190             | 100 %               |                |
| 1995-1996 | 704 790            | 17 190             | 100 %               |                |
| 1996-1997 | 714 238            | 17 420             | 99,9 %              |                |
| 1997-1998 | 701 164            | 17 101             | 97,8 %              |                |
| 1998-1999 | 685 929            | 17 148             | 98,1 %              |                |
| 1999-2000 | 708 925            | 17 291             | 98,8 %              |                |
| 2000-2001 | 716 196            | 17 468             | 99,9 %              |                |
| 2001-2002 | 714 357            | 17 423             | 99,6 %              |                |
| 2002-2003 | 711 386            | 17 350             | 99,2 %              |                |
| 2003-2004 | 649 261            | 15 836             | 90,5 %              |                |
| 2004-2005 | Saison annulée     | Saison annulée     | Saison annulée      | Saison annulée |
| 2005-2006 | 690 095            | 16 831             | 96,2 %              |                |
| 2006-2007 | 714 316            | 17 422             | 99,6 %              |                |
| 2007-2008 | 713 863            | 17 411             | 99,5 %              |                |
| 2008-2009 | 717 023            | 17 488             | 99,9 %              |                |
| 2009-2010 | 719 904            | 17 559             | 99,9 %              |                |
| 2010-2011 | 702 480            | 17 562             | 100,4 %             |                |
| 2011-2012 | 720 076            | 17 562             | 100 %               |                |
| 2012-2013 | 421 472            | 17 562             | 100 %               |                |
| 2013-2014 | 702 480            | 17 133             | 97,6 %              |                |
| 2014-2015 | 767 012            | 18 707             | 109,2 %             |                |
| 2015-2016 | 686 623            | 16 746             | 95,4 %              |                |
| 2016-2017 | 717 833            | 17 508             | 99,7 %              |                |
| 2017-2018 | 711 988            | 17 365             | 98,9 %              |                |
| 2018-2019 | 707 909            | 17 266             | 98,3 %              |                |
| 2019-2020 | 591 393            | 16 427             | 93,5 %              |                |
| 2020-2021 | Saison sans public | Saison sans public | Saison sans public  |                |
| 2021-2022 | 515 533            | 12 573             | 72,1 %              |                |
| 2022-2023 | 556 468            | 13 912             | 79,8 %              |                |
| 2023-2024 | 555 934            | 13 559             | 77,8 %              |                |
| 2024-2025 | 582 979            | 14 219             | 81,6 %              |                |

## Identité de l'équipe

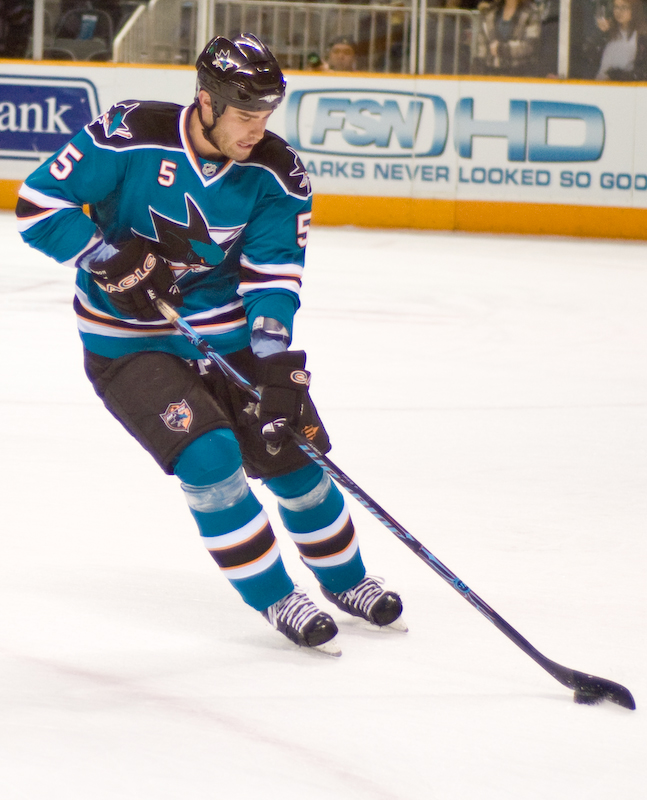
Rob Davison avec le maillot domicile des Sharks en 2008.

### Les logotypes

Logo alternatif de 1991 à 1998
Logo alternatif de 1998 à 2007
Premier logo secondaire en 2007-2008
Deuxième logo secondaire en 2007-2008
Troisième logo secondaire en 2007-2008
Quatrième logo secondaire en 2007-2008
Premier logo secondaire de 2008 à 2016
Deuxième logo secondaire de 2008 à 2016
Troisième logo secondaire de 2008 à 2016
Quatrième logo secondaire de 2008 à 2016
Cinquième logo secondaire de 2008 à 2016
Premier logo secondaire depuis 2016
Deuxième logo secondaire depuis 2016
Troisième logo secondaire depuis 2016

Le premier logotype de l'équipe est un requin de couleur noire qui mord une crosse de hockey orange brûlé et la casse en deux. Il est placé dans un triangle à l'envers dont le contour est surligné par trois lignes : une de couleur grise en premier, une noire au milieu et enfin une sarcelle. Depuis 2007, les Sharks ont un nouveau logo : le requin est maintenant de couleur sarcelle tandis que le triangle à trois lignes est incurvé sur sa partie supérieure ; la ligne milieu du triangle, de couleur grise, est par ailleurs remplacée par une petite ligne orange. Les deux autres lignes du triangles demeurent identiques au précédent logo.

Logo de 1991 à 1998
Logo de 1998 à 2007
Logo en 2007-2008
Logo depuis 2008

### Les couleurs de l'équipe
Comme toutes les équipes de la LNH, les Sharks possèdent deux principaux jeux de maillots. Ainsi, l'équipe joue soit à domicile avec des maillots à dominante sarcelle soit à l'extérieur avec des maillots principalement blancs. Ces deux maillots sont décorés au centre du logo de l'équipe. Depuis les débuts, les Sharks n'ont changé que trois fois leur maillot. Pour la saison 2007-2008, la LNH décide de changer les maillots des trente franchises à la suite d'un partenariat avec l'équipementier Reebok. À cette occasion, les Sharks décident de changer leurs maillots ainsi que leur logo.
Sur le maillot à domicile, en dessous du logo, sont présentes cinq lignes : deux lignes blanches, deux petites lignes orange et une grosse ligne noire ; sur le maillot extérieur, ce sont deux lignes noires, deux petites lignes orange et une grosse ligne sarcelle. Dans les deux maillots, en haut à droite du requin, il y a le numéro du joueur. Les Sharks ont également un troisième maillot qui est à dominante noire avec le logo secondaire des Sharks avec le numéro du joueur en haut à droite avec trois lignes dans chaque manche : deux petites lignes blanches et une grosse ligne sarcelle. Ce maillot était utilisé depuis 2008-2009.

### La mascotte

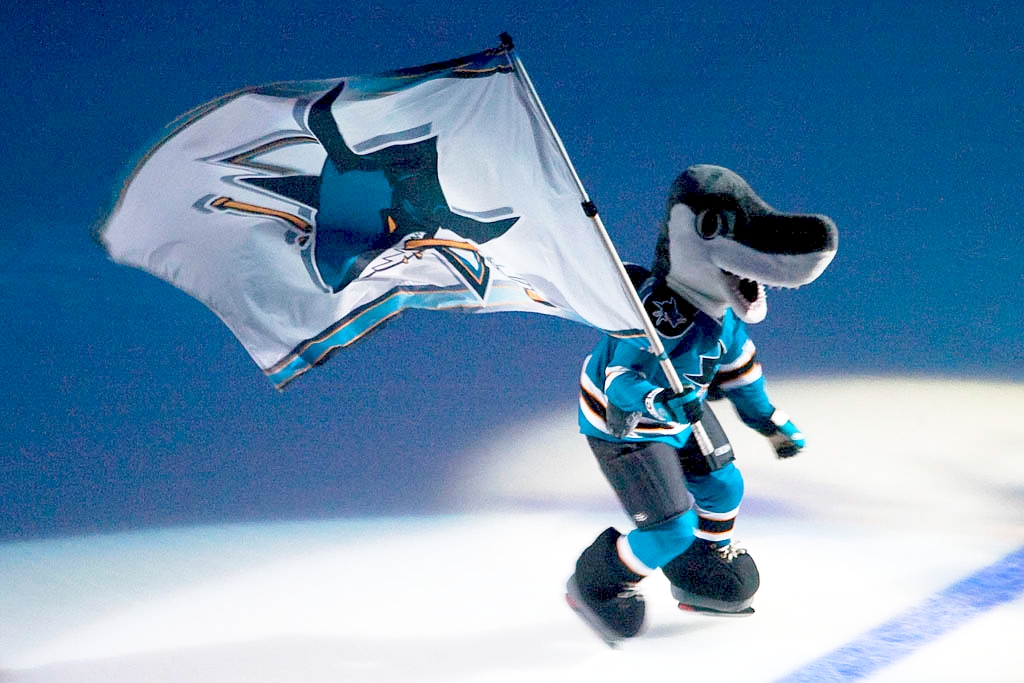
S. J. Sharkie, mascotte des Sharks.

Comme d'autres équipes de la LNH, la direction des Sharks décide de mettre en place leur propre mascotte depuis janvier 1992 : un requin nommé « S. J. Sharkie ». Cette mascotte anime les avants-matchs et les pauses de match, ou encore, participe aux différentes actions des Sharks dans la vie de tous les jours,. Il a comme « frère » SlapShark, mascotte des Barons de Cleveland, équipe affiliée aux Sharks de 2001 à 2006.

## Affiliations

### Affiliations principales

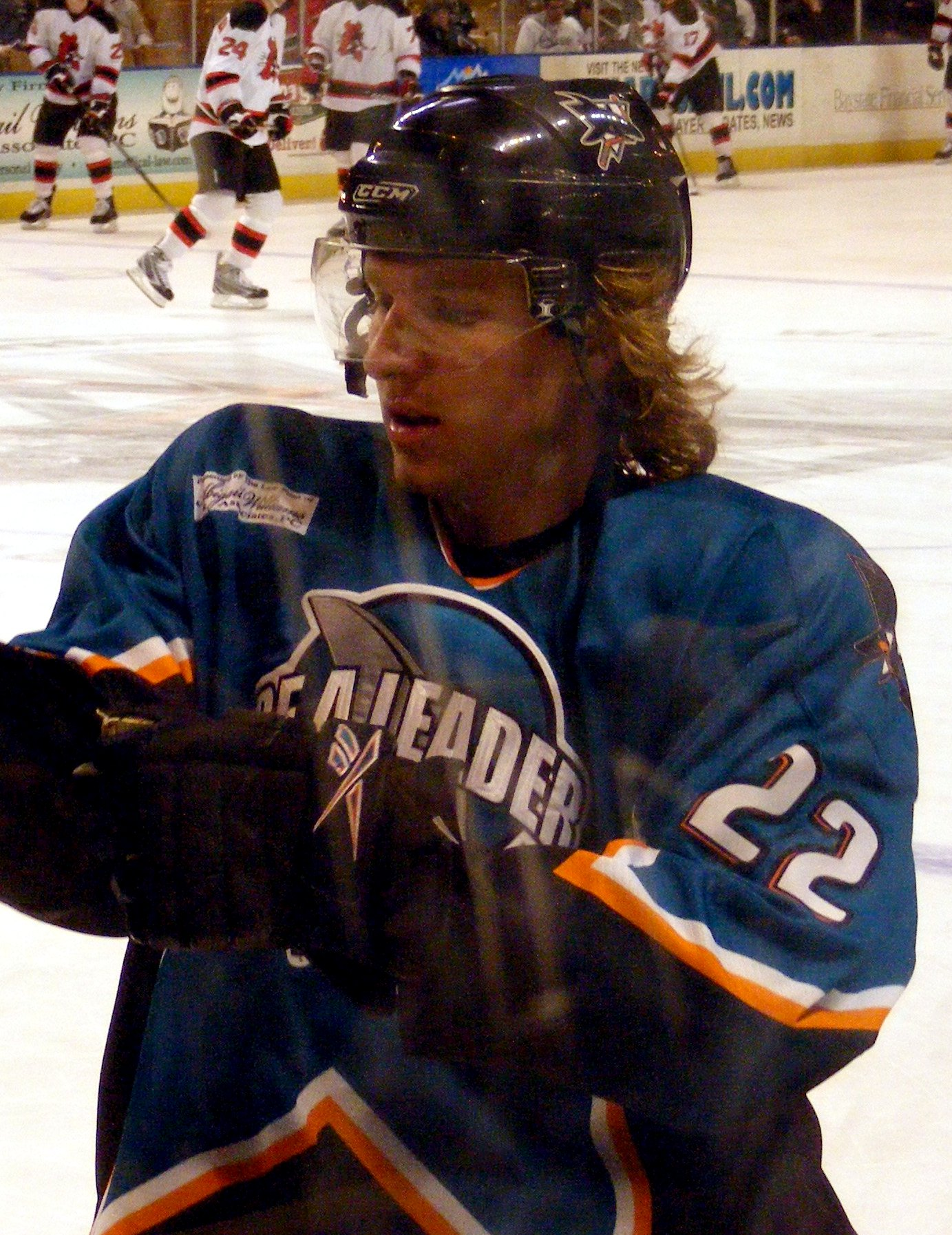
Lukáš Kašpar sous les couleurs des Sharks de Worcester, équipe affiliée à San José dans la Ligue américaine de hockey.

Les franchises de la Ligue nationale de hockey ayant un effectif limité par convention, elles sont « affiliées » chaque saison à une ou plusieurs équipes de ligues moins importantes. Ceci leur permet de recruter de jeunes joueurs lors des repêchages annuels tout en leur permettant de continuer leur développement sans les lancer trop tôt dans le « grand bain ». De plus, ces équipes affiliées (aussi nommées clubs-écoles ou farm team en anglais) constituent une réserve de talents pour les franchises de la LNH qui font appel à eux au gré des blessures et/ou méformes des joueurs de l'effectif de départ. À l'exception de quelques équipes propriétaires elles-mêmes de leur club-école, les affiliations sont conclues par une entente contractuelle et ne sont donc pas figées dans le temps. Depuis leurs débuts, les Sharks ont été affiliés aux équipes suivantes :
- 1991 à 1996 - Blades de Kansas City - LIH
- 1996 à 2001 - Thoroughblades du Kentucky - LAH
- 2001 à 2006 - Barons de Cleveland - LAH
- 2006 à 2015 - Sharks de Worcester - LAH
- Depuis 2015 - Barracuda de San José - LAH

### Affiliations secondaires
En plus de ces équipes, les franchises de la LNH possèdent une ou des affiliations dites « secondaires » avec des équipes évoluant dans des ligues mineures. Ces équipes, sont généralement utilisées comme réservoir pour les équipes précédentes en cas d'absence de joueurs blessés ou partis évoluer avec une équipe de la LNH. Au cours de leur histoire, les Sharks ont eu les affiliations secondaires suivantes :
- 1993 à 1995 - Express de Roanoke - ECHL
- 1995-1996 - Mysticks de Mobile - ECHL
- 1996 à 1998 - Riverfrogs de Louisville - ECHL
- 1998-1999 - Renegades de Richmond - ECHL
- 2000-2001 - Brass de la Nouvelle-Orléans - ECHL
- 2001 à 2003 - Renegades de Richmond - ECHL
- 2003 à 2005 - Chiefs de Johnstown - ECHL
- 2004 à 2008 - Falcons de Fresno - ECHL
- 2005 à 2007 - Storm de Toledo - ECHL
- 2008-2009 - RoadRunners de Phoenix - ECHL
- 2009-2010 - Wings de Kalamazoo - ECHL
- 2010 à 2012 - Thunder de Stockton - ECHL
- 2012-2013 - Bulls de San Francisco - ECHL
- 2015-2017 - Americans d'Allen - ECHL

## Personnalités des Sharks

### Effectif actuel
Cette section présente l'ensemble des joueurs de la formation des Sharks de San José. Cet effectif peut varier en cours de saison en fonction des blessures et des renforts venant du club-école des Sharks : le Barracuda de San José de la Ligue américaine de hockey.
| No    | Nom                  | Nat. | Position      | Arrivée                       | Salaire        |
| ----- | -------------------- | ---- | ------------- | ----------------------------- | -------------- |
| +030, | Yaroslav Askarov     |      | Gardien       | 2024 - Predators de Nashville | +00925 000, $  |
| +040, | Alexandar Georgiev   |      | Gardien       | 2024 - Avalanche du Colorado  | +03 400 000, $ |
| +003, | Henry Thrun          |      | Défenseur     | 2023 - Ducks d'Anaheim        | +00912 500, $  |
| +005, | Vincent Desharnais   |      | Défenseur     | 2025 - Penguins de Pittsburgh | +02 000 000, $ |
| +037, | Timothy Liljegren    |      | Défenseur     | 2024 - Maple Leafs de Toronto | +03 000 000, $ |
| +038, | Mario Ferraro – A    |      | Défenseur     | 2017 - Repêchage              | +03 250 000, $ |
| +044, | Marc-Édouard Vlasic  |      | Défenseur     | 2005 - Repêchage              | +07 000 000, $ |
| +084, | Jan Rutta            |      | Défenseur     | 2023 - Penguins de Pittsburgh | +02 750 000, $ |
| +085, | Shakir Mukhamadullin |      | Défenseur     | 2024 - Devils du New Jersey   | +00894 167, $  |
| +002, | Will Smith           |      | Centre        | 2023 - Repêchage              | +00950 000, $  |
| +009, | Noah Gregor          |      | Centre        | 2025 - Sénateurs d'Ottawa     | +00850 000, $  |
| +010, | Klim Kostin          |      | Ailier gauche | 2024 - Red Wings de Détroit   | +02 000 000, $ |
| +015, | Nikolai Kovalenko    |      | Ailier droit  | 2024 - Avalanche du Colorado  | +00900 000, $  |
| +017, | Thomas Bordeleau     |      | Centre        | 2020 - Repêchage              | +00916 667, $  |
| +021, | Alexander Wennberg   |      | Centre        | 2024 - Agent libre            | +05 000 000, $ |
| +023, | Barclay Goodrow      |      | Centre        | 2024 - Ballotage              | +03 641 667, $ |
| +046, | Cam Lund             |      | Centre        | 2022 - Repêchage              | +00941 667, $  |
| +051, | Collin Graf          |      | Ailier droit  | 2024 - Agent libre            | +00941 667, $  |
| +053, | Ty Dellandrea        |      | Centre        | 2023 - Stars de Dallas        | +01 300 000, $ |
| +063, | Zack Ostapchuk       |      | Centre        | 2025 - Sénateurs d'Ottawa     | +00825 000, $  |
| +071, | Macklin Celebrini    |      | Centre        | 2024 - Repêchage              | +00975 000, $  |
| +072, | William Eklund       |      | Ailier gauche | 2021 - Repêchage              | +00863 333, $  |
| +073, | Tyler Toffoli        |      | Centre        | 2024 - Agent libre            | +06 000 000, $ |
| +090, | Justin Bailey        |      | Ailier droit  | 2023 - Agent libre            | +00800 000, $  |
| +091, | Carl Grundström      |      | Ailier droit  | 2023 - Kings de Los Angeles   | +01 800 000, $ |

### Capitaines

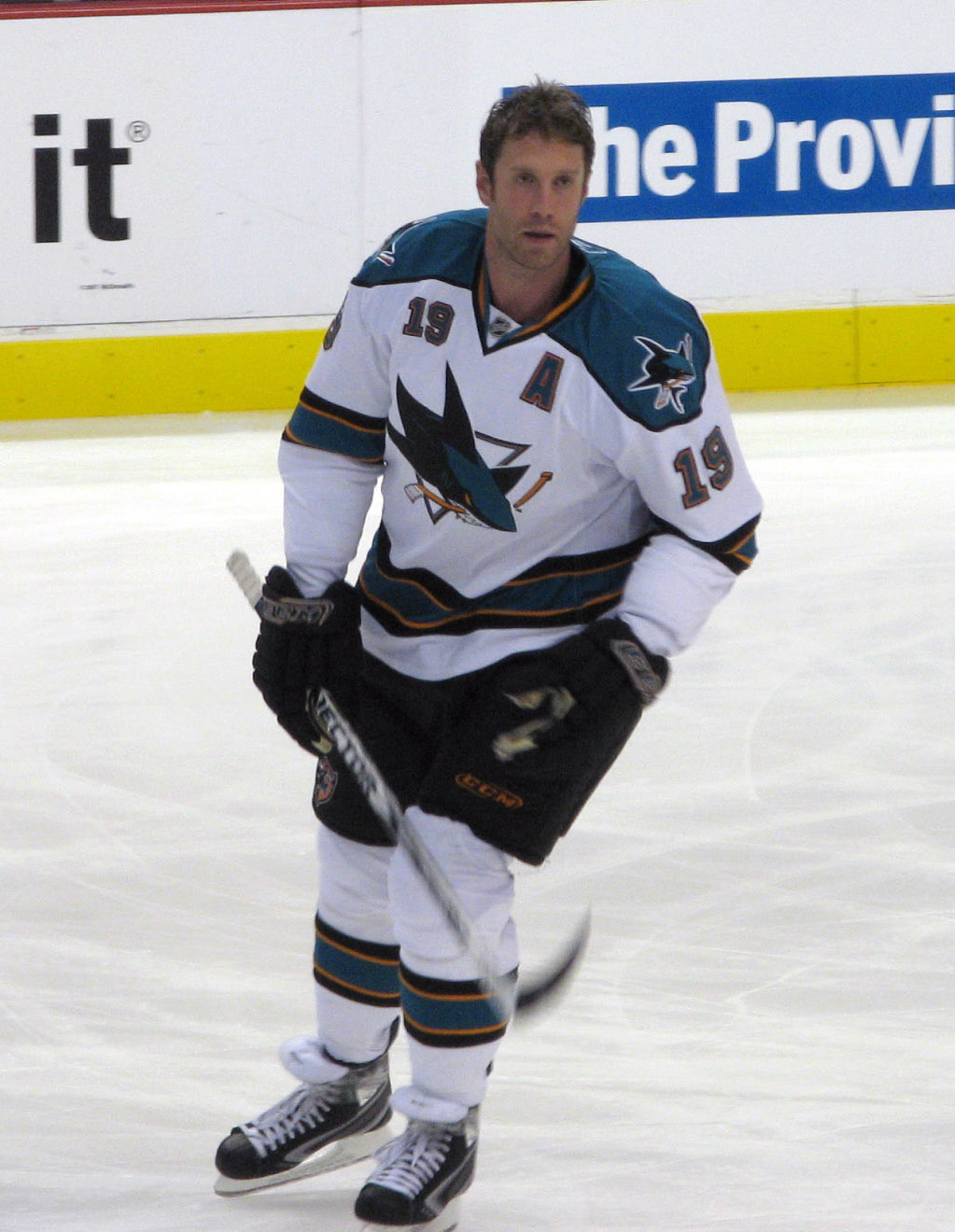
Joseph Thornton (ici en 2007), capitaine de l'équipe à partir de la saison 2010-2011.

Depuis la première saison des Sharks, treize joueurs ont eu l'honneur de porter le C sur leur maillot, qui signifie que le joueur est le capitaine de l'équipe. Le titre de capitaine est actuellement attribué à Logan Couture. Le premier capitaine de l'histoire des Sharks était Douglas Wilson qui a été le capitaine de l'équipe pendant les deux premières saisons. La liste ci-dessous reprend l'intégralité des joueurs ayant été capitaine de l'équipe de San José.
- 1991 - 1993 : Douglas Wilson
- 1993 - 1995 : Robert Errey
- 1995 - 1996 : Jeffrey Odgers
- 1996 - 1998 : Todd Gill
- 1998 - 2003 : Owen Nolan
- 2003 - 2004 : Michael Ricci, Vincent Damphousse, Alyn McCauley et Patrick Marleau
- 2004 - 2009 : Patrick Marleau
- 2009 - 2010 : Robert Blake
- 2010 - 2014 : Joseph Thornton
- 2014 - 2015 : vacant
- 2015 - 2019 : Joseph Pavelski
- 2019 - 2025 : Logan Couture

### Choix du premier tour

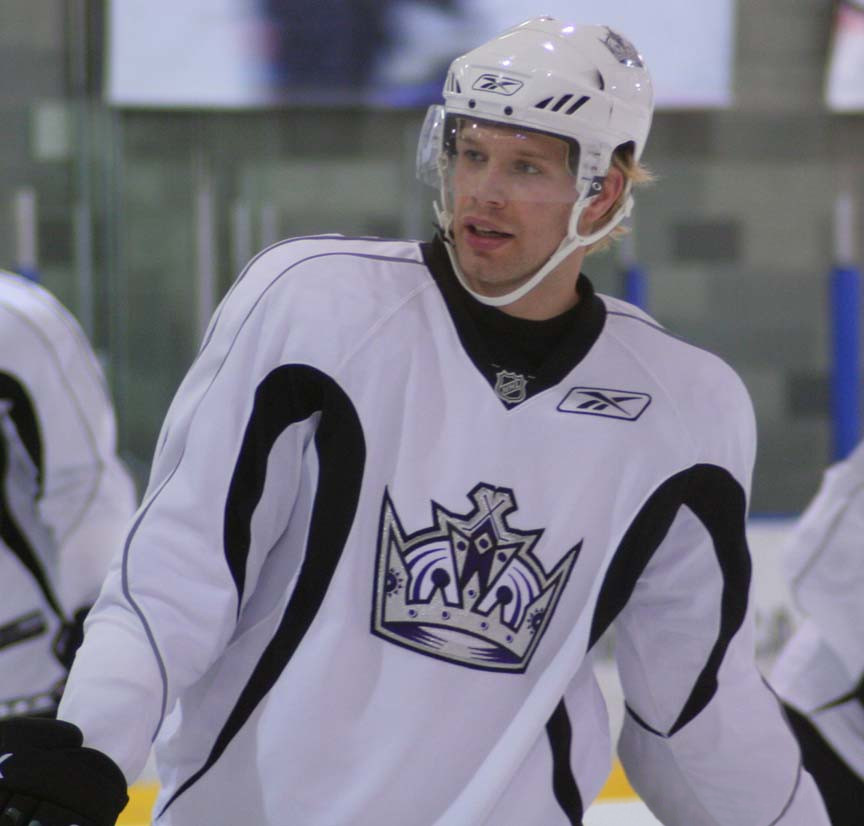
Brad Stuart, troisième choix en 1998.

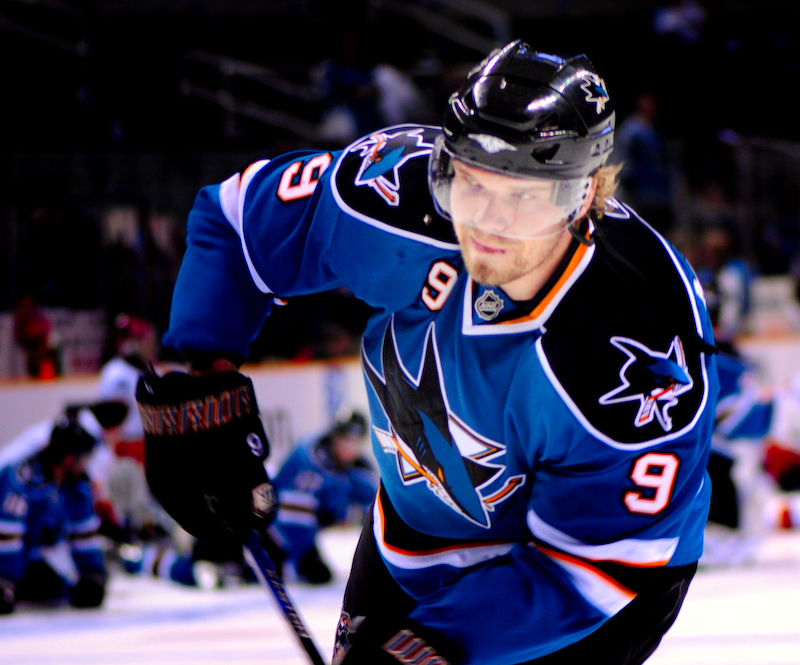
Milan Michálek, sixième choix en 2003.

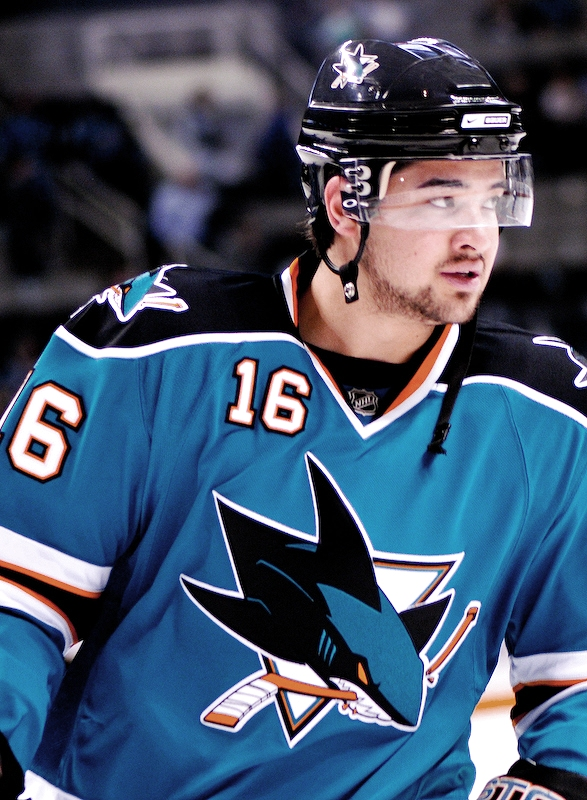
Devin Setoguchi, huitième choix en 2005.

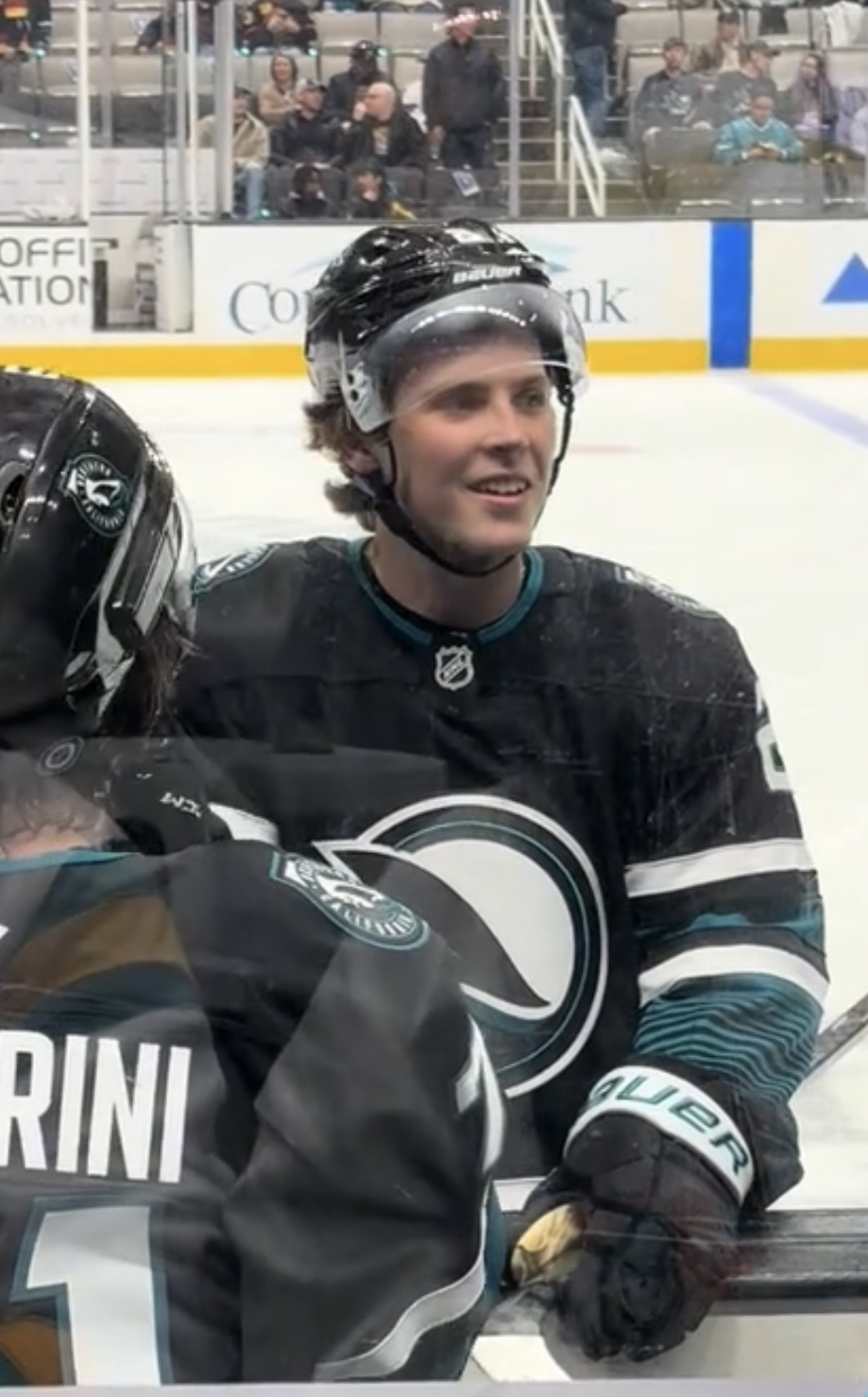
Will Smith, quatrième choix en 2023.

Chaque année et depuis 1963, les joueurs des ligues juniors ont la possibilité de signer des contrats avec les franchises des ligues majeures. Cette section présente par année le ou les choix du premier tour lors des repêchages des Sharks.
| Année | Rang    | Nom du joueur                   | Équipe précédente (ligue)                                   |
| ----- | ------- | ------------------------------- | ----------------------------------------------------------- |
| 1991  | 2e      | Pat Falloon                     | Chiefs de Spokane (LHOu)                                    |
| 1992  | 3e 10e  | Mike Rathje Andreï Nazarov      | Tigers de Medicine Hat (LHOu) HK Dinamo Moscou (Superliga)  |
| 1993  | 6e      | Viktor Kozlov                   | HK Dinamo Moscou (Superliga)                                |
| 1994  | 11e     | Jeff Friesen                    | Pats de Regina (LHOu)                                       |
| 1995  | 12e     | Teemu Riihijärvi                | Espoo Blues (SM-liiga)                                      |
| 1996  | 2e 21e  | Andreï Ziouzine Marco Sturm     | Salavat Ioulaïev Oufa (Superliga) EV Landshut (DEL)         |
| 1997  | 2e 23e  | Patrick Marleau Scott Hannan    | Thunderbirds de Seattle (LHOu) Rockets de Kelowna (LHOu)    |
| 1998  | 3e      | Brad Stuart                     | Pats de Regina (LHOu)                                       |
| 1999  | 14e     | Jeff Jillson                    | Wolverines du Michigan (NCAA)                               |
| 2000  | Aucun   | Aucun                           | Aucun                                                       |
| 2001  | 20e     | Marcel Goc                      | SERC Wild Wings (DEL)                                       |
| 2002  | 27e     | Mike Morris                     | St. Sebastian's (USHS)                                      |
| 2003  | 6e 16e  | Milan Michálek Steve Bernier    | HC České Budějovice (Extraliga) Wildcats de Moncton (LHJMQ) |
| 2004  | 22e     | Lukáš Kašpar                    | HC Chemopetrol Litvínov (Extraliga)                         |
| 2005  | 8e      | Devin Setoguchi                 | Blades de Saskatoon (LHOu)                                  |
| 2006  | 16e     | Ty Wishart                      | Cougars de Prince George (LHOu)                             |
| 2007  | 9e 28e  | Logan Couture Nick Petrecki     | 67 d'Ottawa (LHO) Lancers d'Omaha (USHL)                    |
| 2008  | Aucun   | Aucun                           | Aucun                                                       |
| 2009  | Aucun   | Aucun                           | Aucun                                                       |
| 2010  | 28e     | Charlie Coyle                   | Kings de South Shore (EJHL)                                 |
| 2011  | Aucun   | Aucun                           | Aucun                                                       |
| 2012  | 17e     | Tomáš Hertl                     | HC Slavia Prague (Extraliga)                                |
| 2013  | 18e     | Mirco Mueller                   | Silvertips d'Everett (LHOu)                                 |
| 2014  | 27e     | Nikolaï Goldobine               | Sting de Sarnia (LHO)                                       |
| 2015  | 9e      | Timo Meier                      | Mooseheads d'Halifax (LHJMQ)                                |
| 2016  | Aucun   | Aucun                           | Aucun                                                       |
| 2017  | 19e     | Josh Norris                     | USNTDP (USHL)                                               |
| 2018  | 21e     | Ryan Merkley                    | Storm de Guelph (LHO)                                       |
| 2019  | Aucun   | Aucun                           | Aucun                                                       |
| 2020  | 31e     | Ozzy Wiesblatt                  | Raiders de Prince Albert (LHOu)                             |
| 2021  | 7e      | William Eklund                  | Djurgården Jr. (J20 Superelit)                              |
| 2022  | 27e     | Filip Bystedt                   | Linköping (SHL)                                             |
| 2023  | 4e 26e  | William Smith Quentin Musty     | USA-U18 (LHO)                                               |
| 2024  | 1er 11e | Macklin Celebrini Sam Dickinson | Terriers de Boston (NCAA) Knights de London (LHO)           |

### Au temple de la renommée
Cette section présente les personnalités liées à l'équipe qui ont été par la suite admises au Temple de la renommée du hockey. Deux joueurs intronisés au temple ont déjà porté les couleurs des Sharks :
| Année d'intronisation | Nom           | Période(s) avec les Sharks |
| --------------------- | ------------- | -------------------------- |
| 2008                  | Igor Larionov | 1993-1995                  |
| 2011                  | Ed Belfour    | 1997                       |

### Numéros retirés
| No | Joueur          | Position      | Carrière  | Date du retrait  |
| -- | --------------- | ------------- | --------- | ---------------- |
| 12 | Patrick Marleau | Ailier gauche | 1997-2022 | 25 février 2023  |
| 19 | Joe Thornton    | Centre        | 2005-2020 | 23 novembre 2024 |
| 99 | Wayne Gretzky   | Centre        | 1978-1999 | 6 février 2000   |

### Meilleurs pointeurs

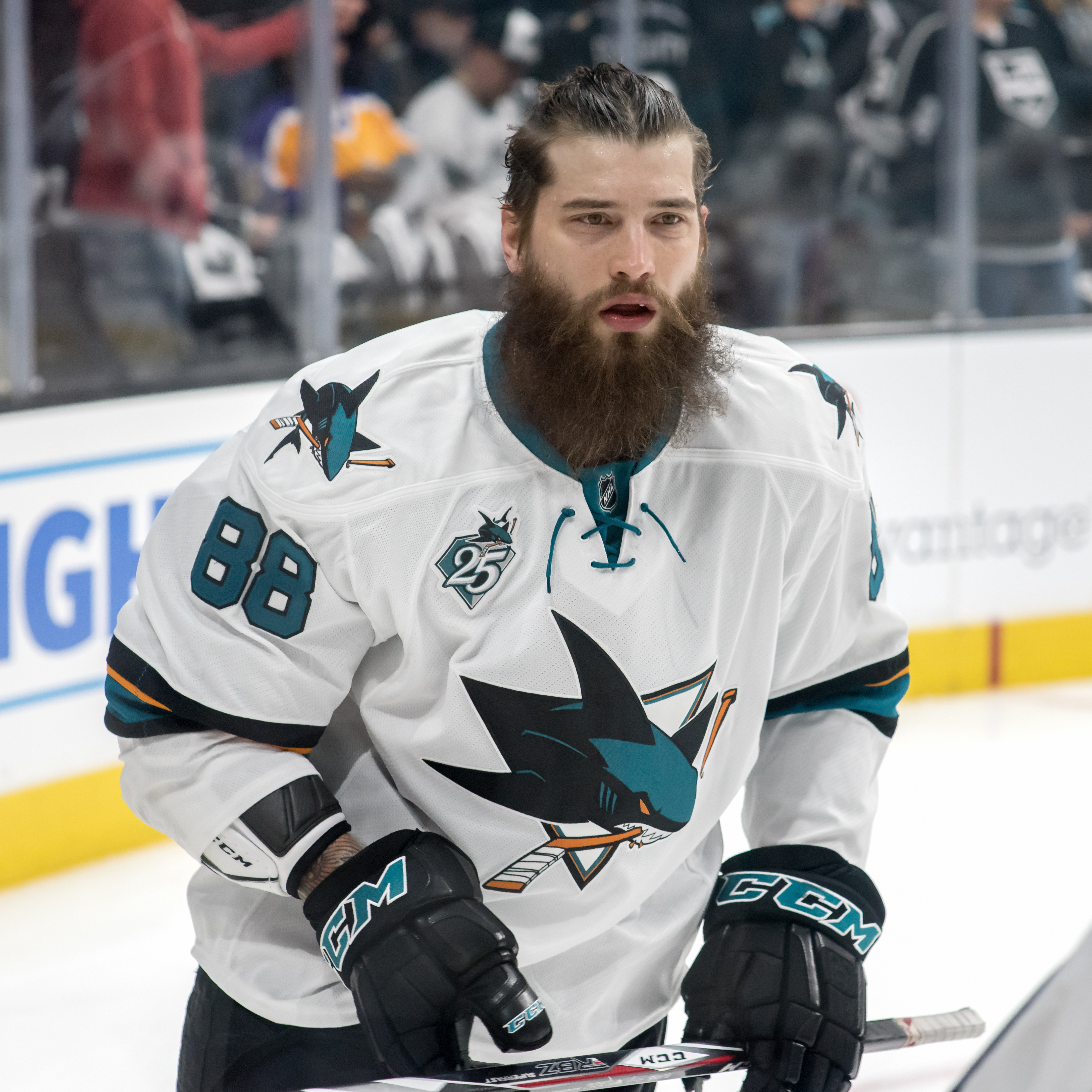
Brent Burns, cinquième meilleur pointeur des Sharks.

Avec 522 buts, 589 passes et 1111 points, Patrick Marleau est le meilleur pointeur de l'histoire de l'équipe. Marleau a aussi le plus grand nombre de parties jouées avec 1607. Cette liste ci-dessous représente les dix meilleurs pointeurs de l'histoire des Sharks.
| Joueur              | PJ   | B   | A   | Pts  | Moy  |
| ------------------- | ---- | --- | --- | ---- | ---- |
| Patrick Marleau     | 1607 | 522 | 589 | 1111 | 0,69 |
| Joe Thornton        | 1104 | 251 | 804 | 1055 | 0.96 |
| Joe Pavelski        | 963  | 355 | 406 | 761  | 0,79 |
| Logan Couture       | 933  | 323 | 378 | 701  | 0,75 |
| Brent Burns         | 798  | 172 | 422 | 594  | 0,74 |
| Tomáš Hertl         | 712  | 218 | 266 | 484  | 0,68 |
| Owen Nolan          | 568  | 206 | 245 | 451  | 0,79 |
| Marc-Édouard Vlasic | 1323 | 84  | 295 | 379  | 0,29 |
| Jeff Friesen        | 512  | 149 | 201 | 350  | 0,68 |
| Timo Meier          | 451  | 154 | 162 | 316  | 0,70 |

En gras sont marqués les joueurs encore en activité avec l'équipe. (Mise à jour à la fin de la saison 2024-2025)

### Entraîneurs

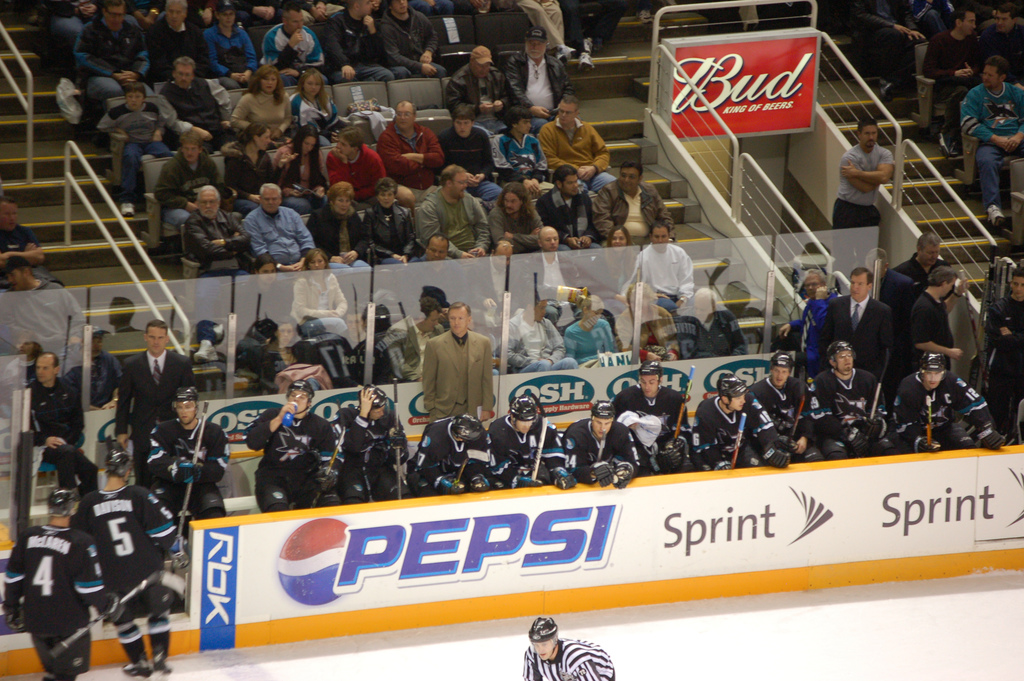
Le banc des Sharks en janvier 2006.

Depuis la première saison de l'équipe, neuf entraîneurs différents se sont succédé à la tête des Sharks,. Parmi eux, quatre entraîneurs n'ont entraîné que les Sharks pendant leur carrière d'entraîneur dans la LNH : George Kingston, James Wiley (en), Allan Sims (en) et Robert Raeder (en). L'entraîneur qui a passé le moins de matchs derrière le banc des Sharks est Robert Raeder qui a assuré l'intérim pendant seulement un match pour une victoire le 3 décembre 2002 ; celui qui est resté le plus longtemps est Todd McLellan, en poste pendant 540 matchs.
| No | Nom                 | Engagement        | Départ            | Saison régulière | Saison régulière | Saison régulière | Saison régulière | Saison régulière | Saison régulière | Saison régulière | Séries éliminatoires | Séries éliminatoires | Séries éliminatoires | Séries éliminatoires | Remarques                       |
| No | Nom                 | Engagement        | Départ            | PJ               | V                | D                | N                | DP               | P                | % V              | PJ                   | V                    | D                    | % V                  | Remarques                       |
| -- | ------------------- | ----------------- | ----------------- | ---------------- | ---------------- | ---------------- | ---------------- | ---------------- | ---------------- | ---------------- | -------------------- | -------------------- | -------------------- | -------------------- | ------------------------------- |
| 1  | George Kingston     | 12 avril 1991     | 19 avril 1993     | 164              | 28               | 129              | 7                | -                | 63               | 19,2             | -                    | -                    | -                    | -                    |                                 |
| 2  | Kevin Constantine   | 16 juin 1993      | 2 décembre 1995   | 157              | 55               | 78               | 24               | -                | 134              | 42,7             | 25                   | 11                   | 14                   | 44,0                 |                                 |
| 3  | James Wiley (en)    | 2 décembre 1995   | 1996              | 57               | 17               | 37               | 3                | -                | 37               | 32,5             | -                    | -                    | -                    | -                    |                                 |
| 4  | Allan Sims (en)     | juin 1996         | 9 mai 1997        | 82               | 27               | 47               | 8                | -                | 62               | 37,8             | -                    | -                    | -                    | -                    |                                 |
| 5  | Darryl Sutter       | 9 juin 1997       | 1er décembre 2002 | 434              | 192              | 167              | 60               | 15               | 459              | 52,9             | 42                   | 18                   | 24                   | 42,9                 |                                 |
| 6  | Robert Raeder (en)  | 1er décembre 2002 | 4 décembre 2002   | 1                | 1                | 0                | 0                | 0                | 2                | 100,0            | -                    | -                    | -                    | -                    |                                 |
| 7  | Ronald Wilson       | 4 décembre 2002   | 12 mai 2008       | 385              | 206              | 122              | 19               | 38               | 469              | 60,9             | 52                   | 28                   | 24                   | 53,8                 |                                 |
| 8  | Todd McLellan       | 11 juin 2008      | 20 avril 2015     | 540              | 311              | 163              | -                | 66               | 688              | 63,7             | 62                   | 30                   | 32                   | 48,4                 |                                 |
| 9  | Peter DeBoer        | 28 mai 2015       | 11 décembre 2019  | 361              | 198              | 129              | -                | 34               | 430              | 59,6             | 60                   | 32                   | 28                   | 53,3                 | Finale de la Coupe Stanley 2016 |
| 10 | Robert Boughner     | 11 décembre 2019  | 1er juillet 2022  | 175              | 67               | 85               | -                | 23               | 157              | 44,9             | -                    | -                    | -                    | -                    |                                 |
| 11 | David Quinn         | 26 juillet 2022   | 24 avril 2024     | 164              | 41               | 98               | -                | 25               | 107              | 32,6             | -                    | -                    | -                    | -                    |                                 |
| 12 | Ryan Warsofsky (en) | 13 juin 2024      |                   | 82               | 20               | 50               | -                | 12               | 52               | 31,7             | -                    | -                    | -                    | -                    |                                 |

### Directeurs généraux
| No | Nom                                  | Engagement     | Départ         | Remarques                       |
| -- | ------------------------------------ | -------------- | -------------- | ------------------------------- |
| 1  | Jack Ferreira (en)                   | 9 mai 1990     | 26 juin 1992   |                                 |
| 2  | Chuck Grillo (en) Dean Lombardi (en) | 26 juin 1992   | 6 mars 1996    |                                 |
| 3  | Dean Lombardi                        | 6 mars 1996    | 18 mars 2003   |                                 |
| 4  | Douglas Wilson                       | 13 mai 2003    | 7 avril 2022   | Finale de la Coupe Stanley 2016 |
| 5  | Joe Will                             | 7 avril 2022   | 5 juillet 2022 |                                 |
| 6  | Michael Grier                        | 5 juillet 2022 |                |                                 |

## Récompenses de la LNH

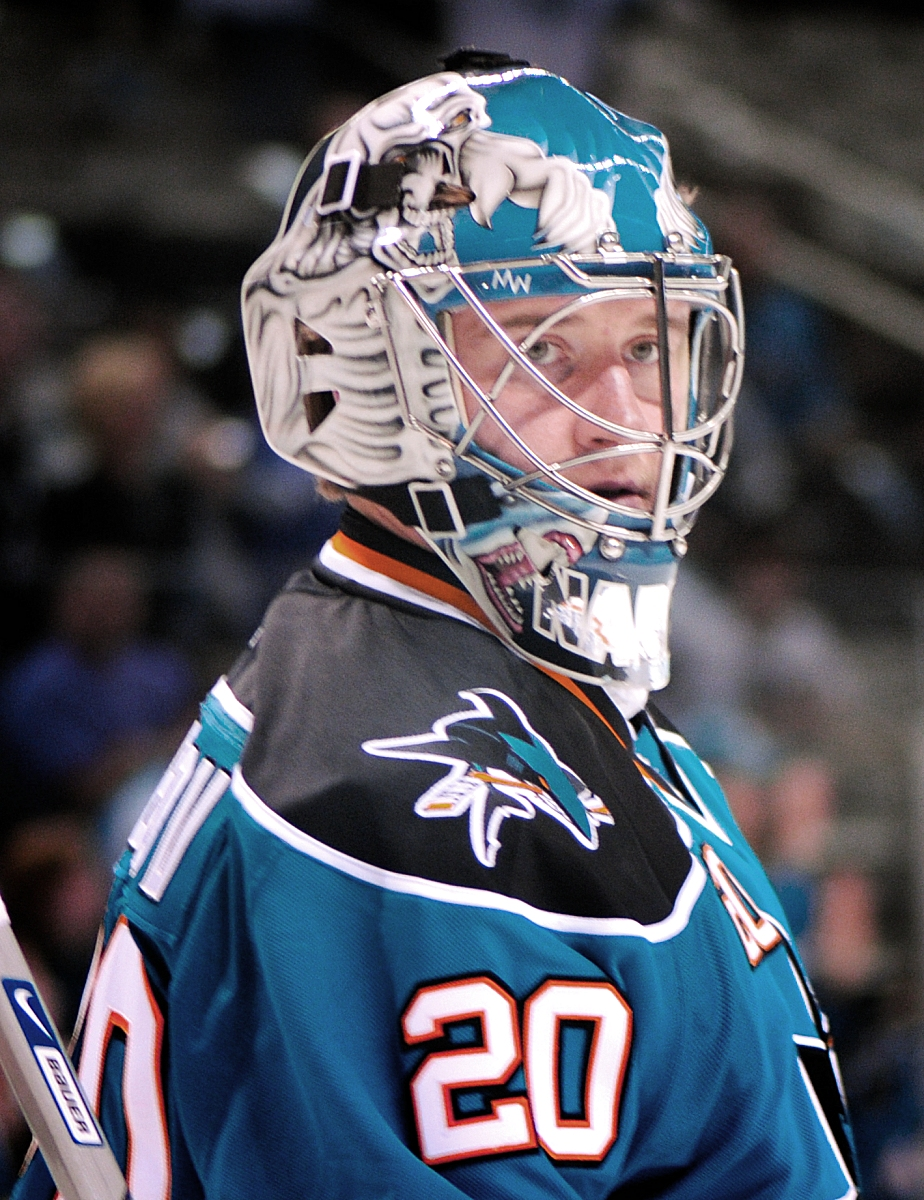
Ievgueni Nabokov, récipiendaire du trophée Calder en 2001.

Trophée Clarence-S.-Campbell
Le trophée Clarence-S.-Campbell est remis depuis la saison 1967-1968 à l'équipe qui remporte la finale de l'association de l'Ouest. San José l'a gagné en 2015-2016.
Trophée des présidents
Le Trophée des présidents est remis depuis la saison 1985-1986 à l'équipe qui marque le plus de points en saison régulière. Les Sharks ont remporté le trophée en 2008-2009.
Trophée Art-Ross
Le trophée Art-Ross est remis depuis la saison 1947-1948 au joueur qui marque le plus de points lors de la saison régulière. Joe Thornton l'a remporté en 2005-2006 en finissant la saison avec 125 points alors qu'il a commencé sa saison avec les Bruins de Boston.
Trophée Maurice-Richard
Le trophée Maurice-Richard est remis depuis la saison 1998-1999 au meilleur buteur de la saison régulière. Jonathan Cheechoo est le vainqueur en 2005-2006 avec 56 buts.
Trophée Hart
Le trophée Hart est remis depuis la saison 1923-1924 au meilleur joueur de la saison régulière, par vote par l'Association professionnelle de la presse écrite. Joe Thornton en est le récipiendaire en 2005-2006 alors qu'il commence la saison avec les Bruins de Boston.
Trophée James-Norris
Le trophée James-Norris est remis depuis la saison 1953-1954 au meilleur défenseur de la saison régulière. Brent Burns le remporte en 2017. Erik Karlsson en est le lauréat en 2023.
Trophée Calder
Le trophée Calder est remis depuis la saison 1932-1933 au joueur qui a su démontrer des qualités exceptionnelles durant sa première saison. On l'appelle également « recrue ». Ievgueni Nabokov est le vainqueur en 2000-2001.
Trophée Bill-Masterton
Le trophée Bill-Masterton est remis depuis la saison 1967-1968 au joueur ayant démontré le plus de qualité de persévérance et d'esprit d'équipe. Tony Granato est choisi en 1996-1997.
Match des étoiles
Chaque année, depuis 1974, la LNH organise un Match des étoiles au cours de la saison. San José a accueilli l'événement à deux reprises en 1997 et en 2019. Les joueurs suivant ont représenté l'équipe lors des différentes éditions :
- 43e match - 1992 - Doug Wilson
- 44e match - 1993 - Kelly Kisio et Pat Falloon (blessé)
- 45e match - 1994 - Sandis Ozoliņš et Artūrs Irbe
- 46e match - 1996 - Owen Nolan
- 47e match - 1997 - Owen Nolan et Tony Granato (édition se déroulant à San José)
- 49e match - 1999 - Marco Sturm
- 50e match - 2000 - Owen Nolan
- 51e match - 2001 - Marcus Ragnarsson, Ievgueni Nabokov et Vincent Damphousse (blessé)
- 52e match - 2002 - Teemu Selänne, Owen Nolan et Vincent Damphousse
- 53e match - 2003 - Teemu Selänne
- 54e match - 2004 - Patrick Marleau
- 55e match - 2007 - Joe Thornton, Jonathan Cheechoo et Patrick Marleau
- 56e match - 2008 - Joe Thornton
- 57e match - 2009 - Joe Thornton, Dan Boyle, Patrick Marleau et Todd McLellan (entraîneur)
- 58e match - 2011 - Dan Boyle[95]
- 59e Match - 2012 - Logan Couture
- 60e Match - 2015 - Brent Burns
- 61e Match - 2016 - Joe Pavelski et Brent Burns
- 62e Match - 2017 - Joe Pavelski, Brent Burns, Martin Jones et Pete DeBoer (entraîneur)
- 63e Match - 2018 - Brent Burns
- 64e Match - 2019 - Joe Pavelski, Brent Burns et Erik Karlsson (édition se déroulant à San José)
- 65e Match - 2020 - Tomáš Hertl et Logan Couture (blessé)
- 66e Match - 2022 - Timo Meier
- 67e Match - 2023 - Erik Karlsson
- 68e Match - 2024 - Tomáš Hertl